# Designação de planeta menor
Uma designação formal de planeta menor é, em sua forma final, uma combinação número-nome dada a um planeta menor (asteroide, centauro, objeto transnetuniano e planeta anão, mas não cometa). Essa designação sempre apresenta um número inicial (catálogo ou número IAU) atribuído a um corpo, uma vez que seu caminho orbital esteja suficientemente seguro (a chamada "numeração"). A designação formal é baseada na designação provisória do planeta menor, que foi previamente atribuída automaticamente quando foi observada pela primeira vez. Posteriormente, a parte provisória da designação formal pode ser substituída por um nome (o chamado "nomenclatura"). As designações formais e provisórias são supervisionadas pelo Minor Planet Center (MPC), um ramo da União Astronômica Internacional (IAU).
Atualmente, um número é atribuído somente após a órbita ter sido assegurada por quatro oposições bem observadas. Para objetos incomuns, como asteroides próximos da Terra (NEAs), a numeração já pode ocorrer após três, talvez até apenas duas, oposições. Entre mais de meio milhão de planetas menores que receberam um número, apenas cerca de 20 mil (ou 4%) receberam um nome. Além disso, aproximadamente 400.000 planetas menores nem sequer foram numerados.
A convenção para satélites de planetas menores, como a designação formal (87) Sylvia I Romulus para a lua do asteroide Romulus, é uma extensão da convenção numeral romana que tinha sido usada, dentro e fora, para as luas dos planetas desde a época de Galileu. Os cometas também são gerenciados pelo MPC, mas usam um sistema de catalogação diferente.

## Sintaxe
Uma designação formal consiste em duas partes: um número de catálogo, historicamente atribuído em ordem aproximada de descoberta, e um nome, normalmente atribuído pelo descobridor, ou a designação provisória do planeta menor.
A sintaxe permanente é:
- para planetas menores sem nome: (número) Designação provisória
- para planetas menores nomeados: (número) Nome; com ou sem parênteses

Por exemplo, o planeta menor sem nome (388188) 2006 DP14 tem seu número sempre escrito entre parênteses, enquanto para planetas menores nomeados como (274301) Wikipedia, os parênteses podem ser retirados como em 274301 Wikipedia. Os parênteses agora são frequentemente omitidos em bancos de dados proeminentes, como o JPL Small-Body Database (SBDB).
Como as designações de planetas menores mudam com o tempo, diferentes versões podem ser usadas em revistas de astronomia. Quando o asteroide do cinturão principal 274301 Wikipedia foi descoberto em agosto de 2008, ele foi provisoriamente designado 2008 QH24, antes de receber um número e ser escrito como (274301) 2008 QH24. Em 27 de janeiro de 2013, foi nomeado Wikipedia após ser publicado nas Minor Planet Circulars.
De acordo com a preferência do astrônomo e data de publicação da revista, 274301 Wikipedia pode ser referido como 2008 QH24, ou simplesmente como (274301). Na prática, para qualquer objeto razoavelmente conhecido, o número é principalmente uma entrada de catálogo, e o nome ou designação provisória é geralmente usado no lugar da designação formal. Então Plutão raramente é escrito como 134340 Pluto, e 2002 TX300 é mais comumente usado do que a versão mais longa (55636) 2002 TX300.

## História
Em 1851, havia 15 asteroides conhecidos, todos menos um com seu próprio símbolo. Os símbolos tornaram-se cada vez mais complexos à medida que o número de objetos crescia e, como precisavam ser desenhados à mão, alguns deles eram difíceis para os astrônomos. Essa dificuldade foi abordada por Benjamin Apthorp Gould em 1851, que sugeriu numerar os asteroides em sua ordem de descoberta e colocar esse número em um círculo como o símbolo do asteroide, como ④ para o quarto asteroide, Vesta. Essa prática foi logo associada ao próprio nome em uma designação número-nome oficial, "④ Vesta", à medida que o número de planetas menores aumentava. No final da década de 1850, o círculo foi simplificado para parênteses, "(4)" e "(4) Vesta", que era mais fácil de compor. Outras pontuações como "4) Vesta" e "4, Vesta" também foram usadas, mas desapareceram mais ou menos completamente em 1949.
A principal exceção à convenção de que o número acompanha a ordem de descoberta ou determinação da órbita é o caso de Plutão. Como Plutão foi inicialmente classificado como um planeta, não recebeu um número até uma redefinição de "planeta" em 2006 que o excluiu. Nesse ponto, Plutão recebeu a designação formal (134340) Pluto.